# Diego de Contreras
Diego de Contreras (1562–1618) foi um prelado católico romano que serviu como arcebispo de São Domingos (1612–1618).

## Biografia
Diego de Contreras nasceu no México e foi ordenado sacerdote na Ordem de Santo Agostinho. No dia 18 de junho de 1612, foi nomeado pelo Rei da Espanha e confirmado pelo Papa Paulo V como Arcebispo de São Domingos. A 10 de novembro de 1613, foi consagrado bispo por Juan Pérez de la Serna, arcebispo do México. Contreras serviu como arcebispo de São Domingos até à sua morte a 24 de abril de 1618.